# Wrogie przejęcie
Wrogie przejęcie (ang. hostile takeover) – zakończony sukcesem proces uzyskania kontroli nad spółką poprzez nabycie jej akcji, który to proces nie zyskał akceptacji zarządu spółki przejmowanej.
W celu nabycia kontroli podmiot przejmujący może wykorzystać różne formy nabycia akcji:
- zwykłe zakupy sesyjne
- transakcje pakietowe
- wezwanie do sprzedaży akcji
- uzyskanie pełnomocnictwa.

## Obrona przed wrogim przejęciem
Obrona przed wrogim przejęciem może odbywać się przy użyciu różnorodnych metod – zarówno mających charakter ogólnych zabezpieczeń, jak i technik obronnych stosowanych w sytuacji konkretnej próby przejęcia. Wśród narzędzi obronnych można wyróżnić bariery przejęcia (strukturalne i techniczne) oraz techniki obronne.

## Bariery strukturalne
Strukturalne bariery przejęcia „odzwierciedlają konkretny sposób rozwoju firmy, jej własności i sposobów finansowania obowiązujące w różnych krajach. Bariery te wynikają zatem ze struktury systemu gospodarczego danego kraju, obejmującej tak odmienne czynniki jak podział bogactwa, rolę instytucji (w tym zwłaszcza instytucji finansowych) czy system polityczny”.
Wśród strukturalnych barier przejęcia można wymienić:
1. rozmiar rynku giełdowego
2. skupienie własności spółki
3. skłonność do finansowania długiem
4. znaczenie instytucji finansowych
5. kapitalizacja spółki
6. wysokość wskaźników rynkowych
7. prawne regulacje związane z transakcjami przejęć i fuzji.

## Bariery techniczne
Techniczne bariery przejęcia (ang. shark repellents) to „bariery [...] stwarzane przez firmy poprzez […] regulacje ograniczające prawa głosu lub poprzez przepisy dające większe uprawnienia grupom innym niż akcjonariusze firmy, na przykład menedżerom, pracownikom lub zarządowi”. Bariery techniczne zawarte są w statutach spółek lub regulaminach obrad organów spółki. Statuty polskich spółek giełdowych zawierają następujące rodzaje barier technicznych:
1. zróżnicowanie akcji pod względem liczby głosów
2. utrudnienia w obrocie niektórymi akcjami
3. ograniczenie liczby głosów przysługujących pojedynczemu akcjonariuszowi
4. superwiększość
5. dwustopniowa rada nadzorcza
6. wybory do rady nadzorczej w głosowaniu grupami
7. kadencyjna rada nadzorcza
8. ograniczenia dowolności zmian w radzie nadzorczej
9. utrudnienia zmian w zarządzie.

## Techniki obrony
1. Odpowiedź finansowa
  - ogłoszenie dotyczące dywidendy
  - ogłoszenie dotyczące zysku
  - przeszacowanie majątku
  - ogłoszenie „dobrych wieści”
  - dyskredytacja oferty
2. Restrukturyzacja spółki
  - sprzedaż aktywów
  - zmiany w zarządzie
  - wykupy menedżerskie
  - zwiększenie lub spłata zadłużenia
  - emisja akcji
  - buy back
  - greenmail
  - Pacman Defense
3. Biały rycerz
4. Trujące pigułki
5. Posunięcia prawne lub polityczne – odwołanie do:
  - sądu
  - giełdy
  - organów administracyjnych (np. Urzędu Ochrony Konkurencji i Konsumentów)
  - zagranicznych władz
  - polityków

## Przykłady wrogich przejęć
Największa w historii (wartość 198,9 mld dolarów) próba transakcji tego typu dotyczyła wrogiego przejęcia koncernu Mannesmann przez amerykańsko-brytyjski koncern Vodafone Airtouch, jednak po długim i niejasnym okresie negocjacji transakcja uzyskała akceptację zarządu Mannesmanna, który w konsekwencji otrzymał milionowe odprawy.
Chociaż pojawiają się informacje, że do pierwszego w historii polskiej Giełdy Papierów Wartościowych w Warszawie wrogiego przejęcia doszło 27 maja 2008, kiedy to spółka Vistula & Wólczanka SA przejęła pakiet kontrolny spółki jubilerskiej W. Kruk, to przypadki prób wrogich przejęć na GPW zdarzały się wcześniej, np. przejęcie Polifarbu Cieszyn-Wrocław przez Kalon na początku 1999 r. lub nieudana próba przejęcia BIG Banku Gdańskiego przez Deutsche Bank w latach 1999–2000.
Polska firma Zelmer (z przedwojennym rodowodem) będąca od 2001 do 2013 spółką akcyjną Skarbu Państwa, została w 2013 przejęta przez spółkę BSH Sprzęt Gospodarstwa Domowego sp. z o.o., będącą reprezentantem w Polsce niemieckiego koncernu BSH Hausgeräte GmbH. W latach 2015–2016 koncern BSH zlikwidował firmę Zelmer pod dotychczasową nazwą i przejął fabrykę w Rogoźnicy. Ostatecznie 31 maja 2017 Zelmer S.A. został wyrejestrowany jako przedsiębiorstwo z KRS. Markę „zelmer” wycofano z produkcji oraz z rynku w latach 2019–2020. Prawo do znaku towarowego „zelmer” zostało sprzedane przez koncern BSH hiszpańskiej firmie B&B Trends zajmującej się importem, głównie chińskiego drobnego sprzętu AGD.
Przykładem wrogiego przejęcia był wielki amerykański skandal tramwajowy. Przedsiębiorstwa z branży motoryzacyjnej aby wyrugować z rynku konkurencyjne spółki transportu miejskiego-szynowego poprzez lobbing doprowadziły do wykupienia przez specjalnie utworzoną przez nie dedykowaną spółkę podmiotów transportu miejskiego (szynowego). W następnej kolejności poprzez wprowadzenie niekorzystnych rozkładów jazdy doprowadzono do przejścia znacznej części pasażerów do innych środków transportu. W wyniku tych działań spółki transportu miejskiego w znacznej części stały się nierentowne.